# Catharina Schimpf
Catharina Schimpf (* 11. Juli 1990 in Rostock) ist eine deutsche Fußballspielerin. Die Abwehrspielerin kam für den Hamburger SV in der Frauen-Bundesliga in 20 Punktspielen zum Einsatz und bestritt zwei Spiele im Wettbewerb des DFB-Pokals.

## Karriere

### Vereine
Catharina Schimpf begann ihre fußballerische Karriere im Alter von sieben Jahren beim SV Hafen Rostock unter ihrem Vater, der zu dieser Zeit Trainer war. Im Alter von zwölf Jahren wechselte sie in die Jugend des FFV Neubrandenburg. Drei Jahre später spielte sie bereits für die Erste Mannschaft in der Gruppe Nord der seinerzeit zweigleisigen 2. Bundesliga, ehe sie 2008 zum Hamburger SV wechselte. Dort wurde sie für deren Zweite Mannschaft verpflichtet, jedoch schon früh in die Erste Mannschaft versetzt, in der sie sich in der Folgezeit in die Startelf spielte. Saisonübergreifend bestritt sie vom 7. September 2008 bis zum 11. Oktober 2009 20 Punktspiele in der Bundesliga und kam in der folgenden Saison nur noch zu Einsätzen in der 2. Bundesliga Reserve Mannschaft. Im Februar 2010 verließ sie den HSV und pausierte ein halbes Jahr lang. Nach ihrer halbjährigen Pause fand sie im Herbst 2010 beim Bramfelder SV eine neue sportliche Heimat. Acht Jahre später spielte sie erneut für den Hamburger SV, mit dem sie am Saisonende 2022/23 als Meister und nach den beiden erfolgreichen Aufstiegsspielen gegen den FC Viktoria 1889 Berlin in die 2. Bundesliga zurückkehrte.

### Auswahlmannschaft
Seit der U13 war Catharina Schimpf Landesauswahlspielerin und wurde von 2004 bis 2006 für die Jugendnationalmannschaft gesichtet. Sie war bei mehreren Sichtungslehrgängen dabei und 2004 und 2005 beim "Ballzauber", bei welchem 30 Spielerinnen ausgewählt wurden und verschiedene Auftritte hatten.

## Erfolge
- Meister Regionalliga Nord 2022, 2023 und Aufstieg in die 2. Bundesliga
- Meister Regionalliga Nordost 2005 und Aufstieg in die 2. Bundesliga Nord